# Восковики
Восковики, или пестряки (лат. Trichius) — род жуков семейства Пластинчатоусые.

## Описание
К роду относятся сравнительно небольшие жуки, длиной 10—16 мм. Представители рода с широким, сверху довольно слабо выпуклым телом, покрытым обильными и длинными, светлыми волосками. Многие виды имеют чёрную окраску, обычно с жёлтыми надкрыльями, несущими 3 черные поперечные перевязи (одну у основания, одну посредине и одну на вершине), нередко более или менее редуцированные или же сильно развитые и более или менее полностью заменяющими жёлтый цвет. Среди восточноазиатских видов имеются и другие типы окраски: основной фон может быть зелёным или буро-красным, с разбросанными по нему небольшими пятнами белого или жёлтого цвета.
Передпесиника гораздо уже основания надкрылий, более или менее округленными боковыми краями. Сверху покрыта точками и волосками, которые у некоторых видов бывают очень густыми и длинными. Щиток у большинства видов небольшой, довольно короткий, полукруглый. Надкрылья широкие, слабо выпуклые, в тонких бороздках, с промежутками, покрыты точками и светлыми волосками. Ноги длинные, стройные.

## Личинка
Личинки всех видов живут в мертвой, трухлявой древесине различных видов лиственных пород. Виды, живущие в умеренных широтах характеризуются однолетней генерацией, с зимовкой в личиночной фазе, после чего весной происходит окукливание. На крайнем севере ареала генерация затягивается до 2 лет.

## Биология
Дневные насекомые. Активны в тёплые, солнечные дни, держатся на цветах различных растений (зонтичных, бузины и других), частями которых питаются. Большинство видов — летние насекомые, которые появляются в июне и держатся до конца лета (август) или начала осени (сентябрь). Виды, обитающие в условиях субтропиков, появляются уже в конце апреля и встречаются до начала июля. Продолжительность лёта отдельных видов колеблется в пределах 2 месяцев.

## Ареал и местообитание
Ареал охватывает всю Европу, кроме тундры и степной зоны, частично Кавказ, Африку (страны Атласа, Конго), северную Азию, Переднюю Азию, северный Иран, всю восточную Азию — до Южного Китая и Индо-Китая.
Все представители рода являются обитателями леса, где они держатся на полянах, опушках, лугах и так далее, преимущественно в травянистом ярусе, на цветах, реже на кустарниках. Жуки встречаются как на равнинах, так и в горах, на юге в основном связаны с горами, где поднимаются на значительную высоту: на Кавказе до 2000 м, а в Тибете даже до 2800 м.

## Виды
В настоящее время известно около 38 видов рода, из которых 23 распространены в Индо-Малайской области, 14 в Палеарктической области, 1 в Эфиопской области.
Ниже представлены наиболее известные виды
- Trichius abdominalis Ménétriés, 1832
- Trichius fasciatus (Linnaeus, 1758)
- Trichius japonicus
- Trichius orientalis Reitter, 1894
- Trichius rosaceus[англ.] (Voet, 1769)
- Trichius sexualis Bedel, 1906
- Trichius zonatus Germar, 1829